# Конкорд (Кентаки)
Конкорд (енгл. Concord) град је у америчкој савезној држави Кентаки.

## Демографија
По попису из 2010. године број становника је 35, што је 7 (25,0%) становника више него 2000. године.
| Група             | 2000.      | 2010.       |
| Белци             | 27 (96,4%) | 35 (100,0%) |
| Афроамериканци    | 0 (0,0%)   | 0 (0,0%)    |
| Азијати           | 0 (0,0%)   | 0 (0,0%)    |
| Хиспаноамериканци | 0 (0,0%)   | 0 (0,0%)    |
| Укупно            | 28         | 35          |